# 秋田県立大学
秋田県立大学（あきたけんりつだいがく、英語: Akita Prefectural University）は、日本の公立大学である。秋田県秋田市下新城中野字街道端西241-438に本部を置く。2006年4月、公立大学法人により設置運営される大学となった。

## 概観

### 大学全体
秋田県立大学は、1999年に秋田県により設置された。秋田・大潟キャンパスは生物・農学系、本荘キャンパスは工学系である。各キャンパスは明るく、その清潔感と充実した先端設備から施設の充実度は高い。イギリスの教育専門誌「タイムズ・ハイヤー・エデュケーション（The Times Higher Education）」から発表された、「THE世界大学ランキング日本版2021」では、国内の国公私立大学では91位タイ、東北の国公私立大学では東北大、国際教養大、会津大学、秋田大、山形大、弘前大学、岩手大に次いで8位にランクインされている。

### 基本理念
- 21世紀を担う次代の人材育成

真理探究の精神と、未来を切り拓く幅広い視野・柔軟な発想や豊かな創造力を兼ね備えた、21世紀を担う次代の人材を育成すること。
- 開かれた大学として、秋田県の持続的発展に貢献

先端的な科学の研究及び技術の開発を行うことにより、地域産業の高度化を通じた本県の産業振興に寄与するとともに、県民に対して生涯にわたる高度な教育機会を提供することにより、本県の持続的発展に大きく貢献すること。

### VISION2033 ー地域課題から世界へー
地域に根差した公立大学として、2033年の未来社会の創造に貢献すべく、社会の改革の先導に立ち、「新たな知」の創成、および未来を担う人材を供給するための指針となるものである。
- ビジョン１：〔教育〕 「知の器」を広げる　タフで、優しく、挑戦的に

世界の転換期にあたり、将来が見通せない状況となっています。転換期においては、国際的視野と、これまでの常識にとらわれない発想と行動が必要となります。本学では、こうした世界の状況にあって、未来の世界の中核として活躍できる学生の育成をめざし、「タフで、優しく、挑戦的に」をモットーにして、学生の知の器を広げる教育を行います。
- ビジョン２：〔研究〕 未来の知を創成し、地域の課題解決／国際共創の中で知を鍛える

転換期においては、既存の知識を学ぶだけでは不十分で、知の創造が必要です。新しい知のシーズは、個人の思いや好奇心をとことん追求した中で生まれます。大学の目標である、真理探究の精神をもち、広い視野、柔軟な発想、豊かな創造力のもと、これに挑戦します。一方で、世界が複雑になる中で、未来をつくる知の創出には、さまざまな知恵や技術の連携・融合が必要です。そのため、大学内の農工融合を推進するとともに、大学を超えた研究連携を推進します。知のシーズは社会の中で磨かれて初めて真の知となります。地域の課題解決に向けた先端研究を知のシーズの鍛錬の場として強力に推進します。同時に、国際的な競争、共創の中で知を鍛錬します。
- ビジョン３：〔社会連携〕 地域の課題解決から世界へ展開する　ローカルからグローバルへ

秋田県は課題先進県で、農業の高齢化、人口減少、地球温暖化による環境劣化など、世界共通の課題を抱えています。これらの課題解決に向けて、スマート農業、食の６次産業化、未来型の森林利用、グリーントランスフォーメーションなどの産・農・学・公共創研究を展開します。この課題解決は地域の新産業・新農業創出に貢献するだけでなく、得られた知を世界と共有することにより、未来の世界の創成を先導することができます。
- ビジョン４：〔運営・経営〕 多様性に富む場を形成し、大学を活性化する

激動する世界の中で、未来を志向する研究・教育の体制は、それに相応しいものに変えていく必要があります。分野融合研究の推進体制の構築、国際化に対応した組織変革、多様性に目を向けた制度改革を行います。改革を、スピード感をもって進めるためには、学長のリーダーシップが必要ですので、リーダーシップが発揮できる体制とそれをチェックする体制を整備します。

### 教育および研究
- 日本酒醸造プロジェクト

2009年に開学10周年記念酒として造られた日本酒「究（きわむ）」が起点となり開始され、生物資源科学部醸造学を専攻する学生を中心に、附属農場で酒米の作付けから収穫を行い、その後の酒造り、瓶詰め作業までを行う。
2018年度には株式会社那波商店・銀鱗が酒造りの指導と製造販売を行い、秋田公立美術大学の教員・学生も参画した。
2021年3月23日、原料に大潟キャンパスで栽培された秋田県オリジナル酒米「秋田酒こまち」と、秋田今野商店と共同開発したこうじ菌「吟味（ぎんあじ）」を使用した日本酒「究（きわむ）」を発売した。
- キャップストーンプロジェクト

システム科学技術学部では、2023年より３年生を対象に実践型の演習科目として「キャップストーンプロジェクト」を開講している。学生が企業や自治体、関係団体のみなさまと一緒にその企業や地域社会の問題発見や課題解決に取り組む。専門教育の総仕上げの一つに位置づけられ、実社会により近い課題に取り組み高い実践力を育むとともに学生が企業や技術者と接する機会を提供することもねらいとしている。
- 学生自主研究

入学したら直ぐに研究ができる独自の教育プログラム。学生自らが研究責任者となり、指導教員や先輩のアドバイスのもと、計画的に研究を進める。実験スペースや機材、そして研究資金を交付して、学生の研究をバックアップする制度。
- クサビ型カリキュラム
- 少人数教育

## 沿革

### 略歴
秋田県立大学は、1999年に発足した大学である。同時に秋田県立農業短期大学を短期大学部として併合。2006年4月から、設置者は秋田県から「公立大学法人秋田県立大学」（公立大学法人）に変更された。

### 年表
- 1998年12月 - 文部大臣が大学の設置を認可。
- 1999年4月 - 秋田県立大学 開学（システム科学技術学部、生物資源科学部）
- 1999年4月 - 秋田県立農業短期大学を秋田県立大学短期大学部として併合
- 2002年4月 - 秋田県立大学大学院システム科学技術研究科を設置
- 2003年4月 - 秋田県立大学大学院生物資源科学研究科を設置
- 2006年3月 - 短期大学部 学生募集停止（在校生卒業後に廃止）
- 2006年4月 - 独立行政法人化により、設置者が秋田県から「公立大学法人秋田県立大学」に変更。生物資源科学部に「アグリビジネス学科」を新設
- 2009年6月 - 開学10周年記念式典を開催[6]
- 2018年4月 - システム科学技術学部を一部学科改組（機械知能システム学科，電子情報システム学科を廃止し，機械工学科，知能メカトロニクス学科，情報工学科を新設）[7]
- 2019年6月 - 開学20周年記念式典を開催[8]
- 2021年4月 - 生物資源科学部の附属施設であった「フィールド教育研究センター」を改編し、全学的な組織として「アグリイノベーション教育研究センター」を設置[9]。
- 2022年4月 - 秋田県立大学大学院総合システム工学専攻設置 秋田県立大学大学院共同サステナブル工学専攻設置

## 基礎データ

### 所在地
- 本荘キャンパス（秋田県由利本荘市土谷字海老ノ口84-4）
- 秋田キャンパス（秋田県秋田市下新城中野字街道端西241-438）
- 大潟キャンパス（秋田県南秋田郡大潟村南2-2）
- 木材高度加工研究所（秋田県能代市字海詠坂11-1）

### 象徴
- 学章は秋田県立大学の欧文の頭文字「A」をデザイン化したもので、目標（グリーン）を設定し、未来に向かって限りなく学んでいく姿を表している。
- 学歌は入学第一期生の卒業に合わせて平成15年3月に制定。作詞新川和江、作曲天野正道。

## 教育および研究

### 組織

#### 学部
- システム科学技術学部（本荘キャンパス）
  - 建築環境システム学科
    - 構造学講座 - 建築構造学研究グループ
    - 材料学講座 - 建築材料学研究グループ
    - 環境学講座 - 環境計画学研究グループ
    - 計画学講座 - 都市・建築計画学研究グループ

  - 経営システム工学科
    - 戦略プランニング講座 - 経営企画研究グループ、先端ビジネスマネジメント研究グループ
    - 数理アナリシス講座 - 計画数理研究グループ、経営データ分析研究グループ
    - 持続可能マネジメント講座 - 社会環境シミュレーション研究グループ、環境マネジメント研究グループ

  - 機械工学科（平成30年度入学生から）
    - 材料構造工学講座 - 応用材料力学研究グループ、先端材料研究グループ
    - 熱・流体工学講座 - 熱流体研究グループ、電磁場ダイナミクス研究グループ
    - 設計生産工学講座 - 応用機械設計研究グループ、先端加工研究グループ

  - 知能メカトロニクス学科（平成30年度入学生から）
    - 先進ロボットシステム講座 - ロボティクス研究グループ、創造機械工学研究グループ
    - 電気電子応用工学講座 - 電気電子応用システム研究グループ
    - 材料物性・デバイス工学講座 - 先進物性デバイス研究グループ

  - 情報工学科（平成30年度入学生から）
    - 情報システム創成学講座 - 情報システム研究グループ、知能システム研究グループ
    - 実世界情報学講座 - メディア情報処理研究グループ

  - 電子情報システム学科（平成29年度入学生まで）
    - 電子システム講座 - 計測通信制御システム
    - 電子材料デバイス講座 - 先進物性デバイス
    - 情報システム講座 - 情報ネットワーク基盤、メディア情報

  - 機械知能システム学科（平成29年度入学制まで）
    - 材料構造工学講座 - 強度・信頼性評価、材料創製・加工
    - 熱・流体工学講座 - 熱科学、流体科学フロンティア
    - 生体知能工学講座 - バイオリファイナリー、ロボット・メカノシステム、人間支援メカトロニクス

- 生物資源科学部（秋田キャンパス・大潟キャンパス）
  - 応用生物科学科
    - 微生物機能研究グループ - 微生物機能を解明し、有用遺伝子を利用する
    - 動物機能研究グループ - 動物の分子細胞生物学に関する教育・研究、その応用
    - 植物機能研究グループ - 植物由来有用物質の探索とその応用
    - 食品醸造研究グループ - 食品および酒類の高品質化に関する研究

  - 生物生産科学科
    - 植物生産基礎グループ - 植物栄養分野, 植物生態生理分野, 植物保護分野
    - 植物遺伝・育種グループ - 遺伝育種分野
    - 植物生理グループ - 植物生理分野
    - 分子シグナル制御グループ - 生物活性物質分野,植物分子情報分野
    - 植物資源創成システムグループ - 植物資源創成システム分野

  - 生物環境科学科
    - 陸域生物圏研究グループ - 大気・水圏環境学研究室,土壌環境学研究室,森林科学研究室
    - 環境管理修復研究グループ - 生態工学研究室,自然生態管理学研究室
    - 基礎生命科学研究グループ - 基礎生命科学研究室
    - 地域計画研究グループ - 地域計画学研究室

  - アグリビジネス学科（平成18年度新設）
    - 農業生産技術系「アグリテクノロジー」（プロジェクト：先進作物生産技術開発プロジェクト、先進園芸技術開発プロジェクト、家畜資源利用推進プロジェクト）
    - 農業農村環境保全系「ルーラルエンジニアリング」（プロジェクト：次世代農業基盤創成プロジェクト）
    - 農業経済／農村社会系「アグリビジネスマネジメント」（プロジェクト：地域ビジネス革新プロジェクト、政策・経営マネジメントプロジェクト）

#### 大学院
- システム科学技術研究科
  - 博士前期課程
    - 総合システム工学専攻
    - 共同サステナブル工学専攻

  - 博士後期課程
    - 総合システム科学専攻

- 生物資源科学研究科
  - 博士前期課程
    - 生物資源科学専攻

  - 博士後期課程
    - 生物資源科学専攻

#### 附属機関
- 総合科学教育研究センター
- アグリイノベーション教育研究センター
- バイオテクノロジーセンター
- 地域連携・研究推進センター
- 附属図書館
- 木材高度加工研究所

##### 木材高度加工研究所

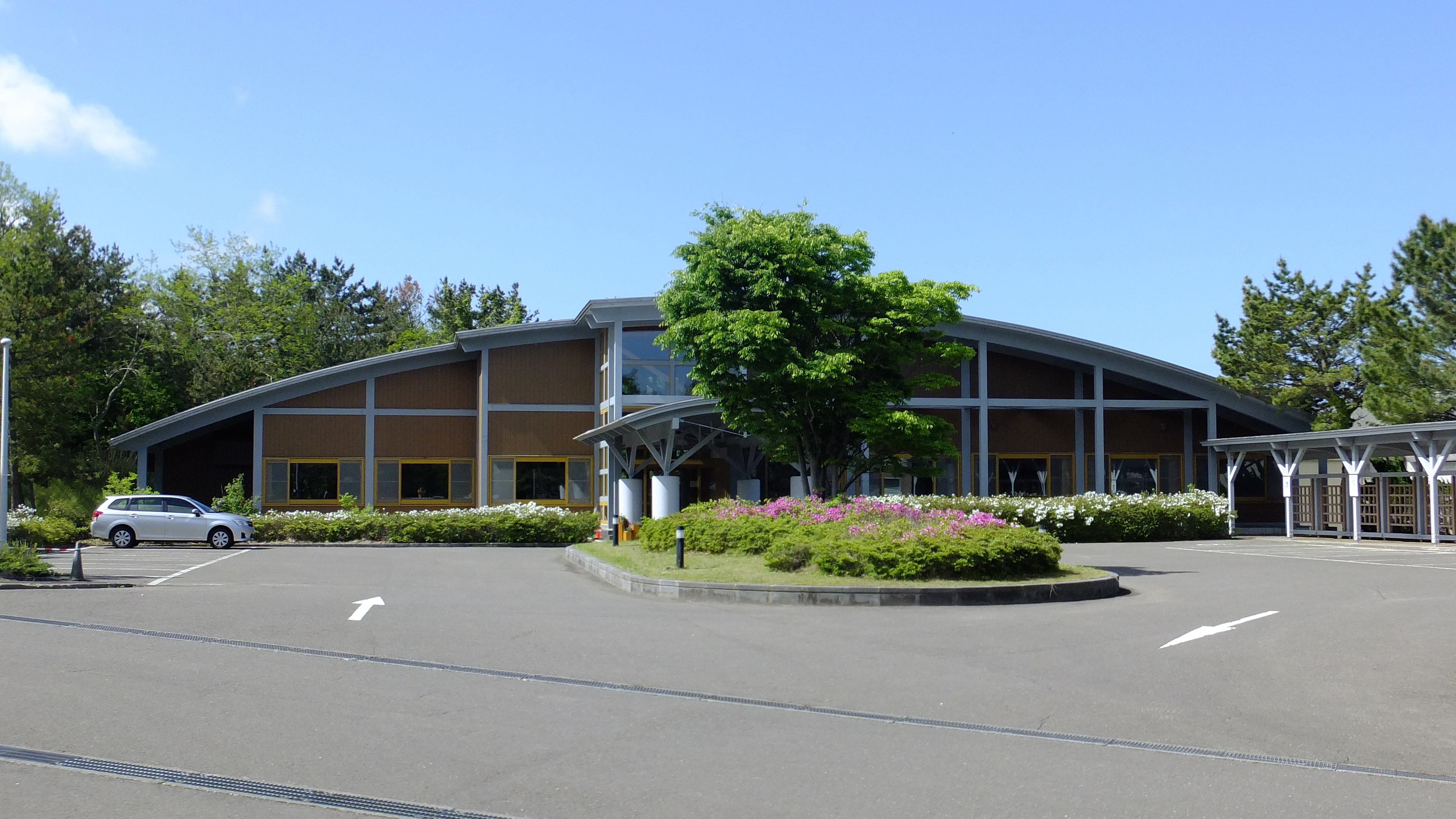
木材高度加工研究所

木材高度加工研究所は、秋田県北部にある能代市に設置されている。大学に属する研究機関としては唯一「木材」を冠する専門教育・研究機関（林産業を単独に扱う公設試験研究機関としては北海道立林産試験場がある）であり、「森林資源を活用した持続的な資源循環型社会の形成」という目標のもと、最先端の研究および教育を行っている。

### 教育
- 新たな社会的ニーズに対応した学生支援プログラム（学生支援GP）
  - 薫風・満天フィールド交流塾が育む人間力（平成19年度採択）[10]
学生の人間力を高め、人間性豊かな社会人を育成するための新しい取り組み。

- 現代的教育ニーズ取組支援プログラム（現代GP）
  - 大学と地域が育む「ふるさとキャリア」－新しい職業教育分野の創成に向けて－（平成19年度採択）[11]
これからの農業・農村を活性化する人材を育成する教育プログラム。

- 特色ある大学教育支援プログラム（特色GP）
  - 学生自主研究制度（平成15年度採択）[12]
学生自らが研究責任者となり、テーマを決めてグループを組織し、研究を行う。大学は研究資金交付及びアドバイスなどバックアップを行う。

## 学生生活

### 部活動・クラブ活動・サークル活動
令和６年４月１日現在、３つのキャンパス合わせて90団体を超えるサークルがあり、各種大会や大学祭において日頃の活動の成果を披露している。
特徴的なものは、竿燈会、木匠塾、ものづくりサークルS.E.I.M.など。

#### ＜本荘キャンパス＞
- 学生自治会
- 潮風祭実行委員会

#### 体育系サークル（22団体）
- ハンドボール部
- バレーボール部
- 剣道部
- DANCE STYLE
- バドミントン部
- 卓球部
- 弓道部
- ソフトテニス部
- 準硬式野球部
- 硬式テニス部
- 陸上競技部
- カヌー部
- 競技フットサル部
- 水泳部
- ボウリングサークル
- スノーボードサークル
- バスケ同好会（男子バスケ）
- バレーボール同好会
- 女子バスケットボール同好会
- フットサル同好会
- 肉体改造同好会
- サッカー同好会

#### 文化系サークル（29団体）
- アニメ・イラスト倶楽部
- 天体観測サークル
- 放送サークル
- ジャズバンドサークル
- 音楽部
- 軽音部
- 自動車部
- 木匠塾
- S.E.I.M.
- 麻雀部
- アカペラサークル PoV
- Game Creative Works
- 卓上ゲーム部
- 秋田学生まちづくり団体
- アート・デザインサークル
- 秋田県立大学クイズサークル（AQC）
- ツリーハウスサークル
- 文芸同好会
- 写真同好会
- Digital Media Works
- ドライブ同好会
- TRPG同好会
- イングリッシュクラブ
- ツムクリ
- 建築設計同好会
- 特撮同好会
- 読書同好会
- 起業同好会
- 鉄道同好会

#### ＜秋田キャンパス＞
- 学生会
- 松風祭実行委員会

#### 体育系サークル（16団体）
- 硬式野球部
- サッカー・フットサル部
- 男子バレーボール部
- 弓道部 砂弓会
- 少林寺拳法
- バスケサークル
- 居合道サークル
- 卓球部
- 女子バレーボール部
- 軟式野球部
- ランニングサークル
- 硬式テニスサークル
- 筋トレサークル
- ダンスサークル
- 剣道部
- スキーサークル（冬組）

#### 文化系サークル（27団体）
- アンサンブルサークル
- 茶道部
- アコースティックギターサークル
- たこばん
- 演劇サークル劇団半円ぶたい
- 秋田県立大学竿燈会
- 赤十字奉仕団
- 畑っこ大潟キャンパス
- 文芸・イラストサークル
- 和楽器サークル
- ゲーム同好会
- TRPGサークル～テーブル・ワールド～
- SAT
- チームInsects
- 炭やきサークル
- 星空会
- アカペラサークル NOTEs
- エコの環サポーターズサークル
- 写真部
- つむぎサークル
- まごのてサークル
- 秋田キャンパス英語サークル～Rainbow Bridge～
- Beginners
- 釣りサークル
- イラスト研究会
- てつがくサークル
- FREE STYLE

### 学園祭
各キャンパス毎年10月ないし11月に実施され、模擬店や各サークルによるパフォーマンス披露、お笑い芸人によるお笑いライブなどが開催される。いずれも2日間開催し、オープンキャンパスや研究発表会などを同時開催している。
- 松風祭（しょうふうさい）

秋田キャンパスで開催。
- 潮風祭（ちょうふうさい）

本荘キャンパスで開催。

## 施設

### キャンパス

#### 本荘キャンパス
- 使用学部：システム科学技術学部
- 使用研究科：大学院システム科学技術研究科

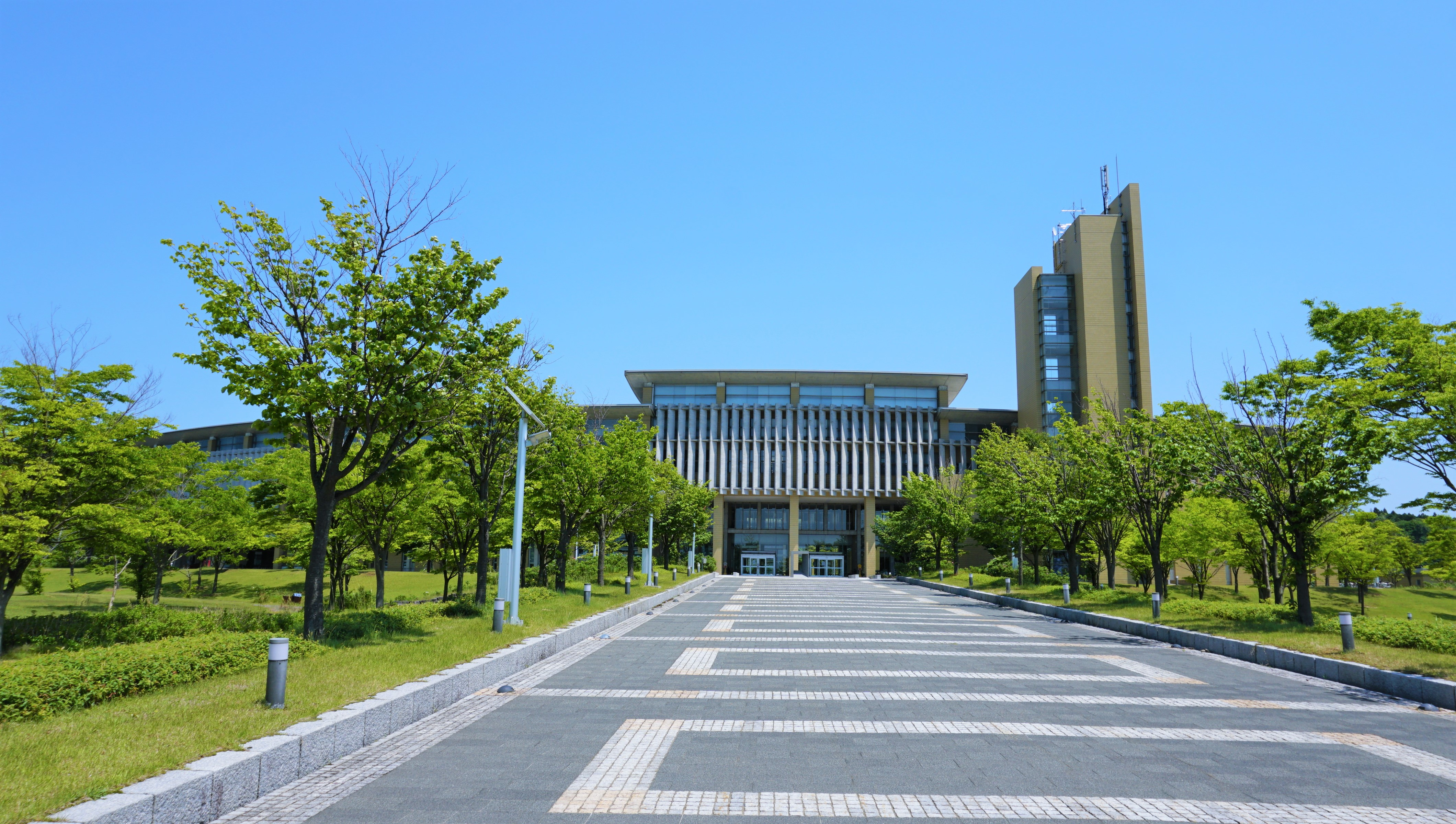
本荘キャンパス（由利本荘市）

- 交通アクセス：羽越本線（JR東日本）羽後本荘駅からバスで約5分

- 北緯39度23分36.08秒 東経140度04分22.88秒 / 北緯39.3933556度 東経140.0730222度
- 秋田県立大学（本荘キャンパス）［南西］ - 地理院地図
- 秋田県立大学（本荘キャンパス） - Google マップ

- その他：キャンパス内に秋田銀行のATMが設置されているほか、売店、カフェテリアが併設されている。

#### 秋田キャンパス
- 使用学部：生物資源科学部
- 使用研究科：大学院生物資源科学研究科
- 使用附属施設：バイオテクノロジーセンター
- 交通アクセス：奥羽本線、男鹿線（JR東日本）追分駅より徒歩約20分

- 北緯39度48分11.31秒 東経140度02分47.02秒 / 北緯39.8031417度 東経140.0463944度
- 秋田県立大学（秋田キャンパス）［南西］ - 地理院地図
- 秋田県立大学（秋田キャンパス） - Google マップ

- その他：キャンパス内に秋田銀行のATMが設置されているほか、売店、カフェテリアが併設されている。

#### 大潟キャンパス

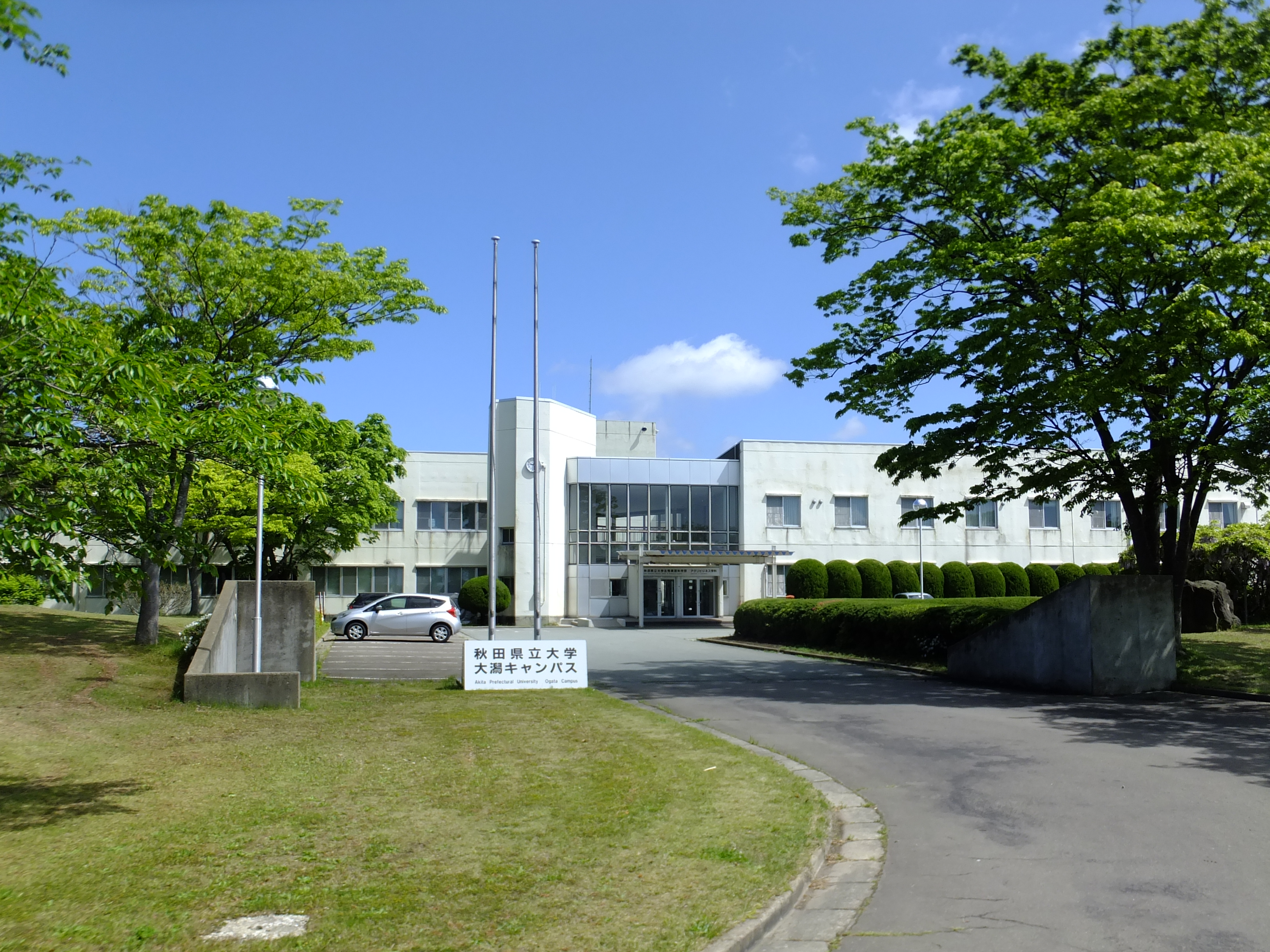
大潟キャンパス（大潟村）

- 使用学部：生物資源科学部アグリビジネス学科（3、4年次）
- 使用附属施設：アグリイノベーション教育研究センター、学生寮
- 交通アクセス：奥羽本線（JR東日本）八郎潟駅より車で約20分

- 北緯40度00分22.74秒 東経139度57分20.49秒 / 北緯40.0063167度 東経139.9556917度
- 秋田県立大学（大潟キャンパス）［南西］ - 地理院地図
- 秋田県立大学（大潟キャンパス） - Google マップ

### 学生寮
大潟キャンパスの敷地内にある学生寮「清新寮」は、鉄骨鉄筋コンクリート造り地上7階建て、200台収容の駐車場、厚生会館などが完備されている。
学生の居室は全館個室となっており、男子（2階～4階で計120室）、女子（5階～7階で120室）別に居住階が分かれている。

### セミナーハウス
車で秋田キャンパスから約60分、本荘キャンパスから約80分。協和スキー場のすぐ側に格安の料金で利用できるセミナーハウスがある。学生および教職員がゼミナール、課外活動などで利用できる。
- 施設の概要

〈研修棟〉研修室、談話室、食堂、浴室、事務室、管理人室
〈宿泊棟〉和室6畳6室、8畳1室、12畳1室　※宿泊収容人員43人
- 利用料金

学生および教職員が、正課の授業や合宿研修、学生団体の合宿で使用する場合の施設利用料は無料（ただし、食事代の実費負担はあり）。

## 対外関係

### 地方自治体との協定
- 小坂町と連携協力協定の締結[13]（2010年2月26日締結）
- 秋田市と連携協力協定の締結[14]（2010年1月7日締結）
- 大潟村と連携協力協定の締結[15]（2009年3月4日締結）
- 由利本荘市、にかほ市と連携協力協定の締結[16]（2009年2月24日締結）
- 潟上市と連携協力協定の締結[17]（2008年10月23日締結）

### 他大学との協定
- 大学コンソーシアムあきた - 秋田県内の14の高等教育機関による連携協力協定。本学は2005年の発足時より加盟。
- 秋田大学
- 国際教養大学
- 東京農工大学
- 放送大学学園[18]。
- 宜蘭大学（台湾）
- 上海理工大学（中国）
- 順天大学校（韓国）
- 清華大学深圳大学院（中国）(※センは土ヘンに川)
- 西南交通大学（中国）

### 民間企業等との協定
- 秋田銀行（秋田市）
- 北都銀行（秋田市）
- 中小企業金融公庫秋田支店（秋田市）
- TDK株式会社（東京都）
- わらび座（秋田県仙北市）

### その他機関との協定
- 東北森林管理局と連携協力協定の締結[19]（2012年9月28日締結）

## 社会との関わり

### 公開講演会
学外者も聴講できる公開講演会を開催している。
過去に開催された公開講演会
- 令和4年度 - 若宮正子（世界最高齢のアプリ開発者）「人生100年時代をどう生きるか」
- 平成31年度 - 大村智（北里大学特別栄誉教授）「未来を拓く学生達に向けて ～私の歩んできた道～」
- 平成30年度 - 青柳正規（東京大学名誉教授・山梨県立美術館館長・東京藝術大学特任教授）「2020東京オリンピックは地方創生の切り札になるか？　～ローマ帝国の歴史に学び、秋田の未来を読む～」
- 平成29年度 - 山本一成（愛知学院大学特任准教授・東京大学先端科学技術研究センター客員研究員）「人工知能はどのようにして「名人」を超えたのか?」
- 平成28年度 - 藤井敏嗣（火山噴火予知連絡会会長）「日本の火山活動の今後～大規模噴火は来るのだろうか」
- 平成27年度 - 宇津木妙子（NPO法人ソフトボール・ドリーム理事長）「夢の実現　～努力は裏切らない～」
- 平成26年度 - 有馬朗人（静岡文化芸術大学理事長）「東洋の文化と西洋の文化」
- 平成25年度 - 永島敏行（俳優・本学客員教授）「農業との出会い、秋田との出会い」
- 平成24年度 - 佐藤勝彦（自然科学研究機構機構長）「宇宙はどのようにはじまったのか、終末はあるのか？」
- 平成23年度 - 坂東眞理子（昭和女子大学学長）「これからの社会と女性の品格」
- 平成22年度 - 野口健（アルピニスト）「生きる」
- 平成20年度 - 養老孟司（東京大学名誉教授・解剖学者）「いちばん大事なこと　～環境と教育～」
- 平成19年度 - 秋山仁（東海大学教育開発研究所教授）「創意と工夫で心豊かな生活を！～元気が出る数学ばなし～」
- 平成18年度 - 小柴昌俊（東京大学特別栄誉教授　）「やれば、できる」
- 平成17年度 - 毛利衛（宇宙飛行士）「宇宙の地球人としての私たち」
- 平成16年度 - 白川英樹（筑波大学名誉教授）「こうして導電性ポリマーは発見された?私の研究とセレンディピティー」

## 出身者
- 早坂良 － 岩手大学准教授
- 泉谷赳馬 － 2014年システム科学技術学研究科修了。由利本市議会議員。